# Liste der Stolpersteine in Hamburg-Stellingen
Die Liste der Stolpersteine in Hamburg-Stellingen enthält alle Stolpersteine, die im Rahmen des gleichnamigen Kunst-Projekts von Gunter Demnig in Hamburg-Stellingen verlegt wurden. Mit ihnen soll Opfern des Nationalsozialismus gedacht werden, die in Hamburg-Stellingen lebten und wirkten.
Diese Seite ist Teil der Liste der Stolpersteine in Hamburg, da diese mit insgesamt 7139 (Stand: März 2025) Steinen zu groß würde und deshalb je Stadtteil, in dem Steine verlegt wurden, eine eigene Seite angelegt wurde.
| Adresse                | Person(en)                        | Inschrift | Bilder | Anmerkung                            |
| ---------------------- | --------------------------------- | --- | ------ | ------------------------------------ |
| Försterweg 43 ·        | Hilde Falck                       | Hier wohnte Hilde Falck Jg. 1924 deportiert 1942 Auschwitz ermordet                                                                      |        | Eintrag auf stolpersteine-hamburg.de |
| Försterweg 43 ·        | Lina Falck geb. Heimann           | Hier wohnte Lina Falck geb. Heimann Jg. 1892 deportiert 1942 Auschwitz ermordet                                                          |        | Eintrag auf stolpersteine-hamburg.de |
| Försterweg 43 ·        | Ruth Falck                        | Hier wohnte Ruth Falck Jg. 1929 deportiert 1942 Auschwitz ermordet                                                                       |        | Eintrag auf stolpersteine-hamburg.de |
| Försterweg 43 ·        | Salomon Falck                     | Hier wohnte Salomon Falck Jg. 1897 deportiert 1941 Łodz ermordet 29.3.1945                                                               |        | Eintrag auf stolpersteine-hamburg.de |
| Försterweg 43 ·        | Gerda Lazarus geb. Jacobs         | Hier wohnte Gerda Lazarus geb. Jacobs Jg. 1900 deportiert 1943 Theresienstadt 1944 Auschwitz ermordet                                    |        | Eintrag auf stolpersteine-hamburg.de |
| Försterweg 43 ·        | Ilse Lazarus                      | Hier wohnte Ilse Lazarus Jg. 1926 deportiert 1943 Theresienstadt 1944 Auschwitz ermordet                                                 |        | Eintrag auf stolpersteine-hamburg.de |
| Steenwisch 70 ·        | Max Abraham Lichtenstein          | Hier wohnte Max Abraham Lichtenstein Jg. 1874 deportiert 1942 Theresienstadt ermordet 5.12.1942                                          |        | Eintrag auf stolpersteine-hamburg.de |
| Steenwisch 70 ·        | Rebecka Lichtenstein geb. Salomon | Hier wohnte Rebecka Lichtenstein geb. Salomon Jg. 1879 deportiert 1942 Theresienstadt 1943 Auschwitz ermordet                            |        | Eintrag auf stolpersteine-hamburg.de |
| Vehrenkampstraße 15 ·  | Walter Friedrich                  | Hier wohnte Walter Friedrich Jg. 1908 eingewiesen 1915 mehrere Heilanstalten ‚verlegt‘ 15.9.1942 Heilanstalt Kosmanos ermordet 13.5.1943 |        | Eintrag auf stolpersteine-hamburg.de |
| Wördemanns Weg 19–29 · | Ella Herre                        | Hier wohnte Ella Herre Jg. 1916 eingewiesen 1930 Alsterdorfer Anstalten ‚verlegt‘ 16.8.1943 Am Steinhof Wien tot an den Folgen 1945      |        | Eintrag auf stolpersteine-hamburg.de |